# Бреница
Бреница је насељено место у градској општини Пантелеј на подручју града Ниша у Нишавском округу. Налази се на северном рубу нишке котлине, под Каменичким висом, удаљено 9 км од центра Ниша. Према попису из 2022. било је 428 становника (према попису из 1991. било је 600 становника).

## Историја
Бреница је старо, у средњем веку формирано село. Турски попис 1454/55. године, непосредно након пада ових крајева у турске руке, затиче је, под истим називом, као село са 7 домаћинстава (1 удовичким) и са дажбином од 896 акчи. Након четири деценије, 1498. године, евидентирано је као доста обновљено и ојачало село са 26 домаћинстава (8 неожењених, 3 удовичка) и дажбинама у износу од 2970 акчи. Према турском попису нахије Ниш из 1516. године, место је било једно од 111 села нахије и носило је исти назив као данас, а имало је 24 кућа, 3 удовичка домаћинства, 1 самачко домаћинство.
У каснијем периоду једва да има података о Бреници, вероватно зато што је мање село. После ослобођења од Турака 1878. године, Бреница има педесетак претежно задружних кућа распоређених у два засеока са једне и друге стране брда Станица. Већина становништва се домогла већих комплекса земље, али са распадом породичних задруга почео је већ крајем 19. века процес њиховог уситњавања. Истовремено, одвијао се и процес постепеног надјачавања ратарско-виноградарске над некадашњом доминирајућом шумско-сточарском привредом. Релативна близина Ниша покренула је већ од 1920. године дневну миграцију према Нишу (двадесетак миграната), а имовинска неједнакост, осим издвајања имућнијих домаћинстава, проузроковала је појаву надничарења и печалбарења, а затим градско запошљавање и делимично исељавање. Ова два последња процеса дошла су до изражаја нарочито после 1960. године. Изузетно се развила оријентација на мешовиту привреду и дневну миграцију радника према Нишу, али који одржавају и своја газдинства у селу. Године 1971. било је 26 пољопривредних, 96 мешовитих и 9 непољопривредних домаћинстава.

## Саобраћај
До Бренице се може доћи приградском линијом 14 ПАС Ниш - Виник - Каменица - Бреница и линијом 14А ПАС Ниш - Виник - Каменица - Бреница - Каменица - Церје.

## Демографија
Крајем 19. века (1895. године) Бреница је село са 75 домаћинстава и 584 становника. Године 1930. у њој је живело 91 домаћинство и 584 становника.
У насељу Бреница живи 429 пунолетних становника, а просечна старост становништва износи 45,6 година (45,6 код мушкараца и 45,5 код жена). У насељу има 139 домаћинства, а просечан број чланова по домаћинству је 3,08.
Ово насеље је великим делом насељено Србима (према попису из 2002. године).
|  |

| Демографија | Демографија | Демографија |
| Година      | Становника  | Становника  |
| ----------- | ----------- | ----------- |
| 1948.       | 767         |             |
| 1953.       | 797         |             |
| 1961.       | 773         |             |
| 1971.       | 634         |             |
| 1981.       | 596         |             |
| 1991.       | 600         | 600         |
| 2002.       | 555         | 555         |
| 2011.       | 522         |             |
| 2022.       | 428         |             |

| Етнички састав према попису из 2002.‍ | Етнички састав према попису из 2002.‍ | Етнички састав према попису из 2002.‍ | Етнички састав према попису из 2002.‍ | Етнички састав према попису из 2002.‍ |
| ------------------------------------ | ------------------------------------ | ------------------------------------ | ------------------------------------ | ------------------------------------ |
|                                      |                                      |                                      |                                      |                                      |
| Срби                                 | Срби                                 |                                      | 554                                  | 99,81%                               |
| Црногорци                            | Црногорци                            |                                      | 1                                    | 0,18%                                |
| непознато                            | непознато                            |                                      | 0                                    | 0,0%                                 |

| Година пописа     | 1948. | 1953. | 1961. | 1971. | 1981. | 1991. | 2002. |
| ----------------- | ----- | ----- | ----- | ----- | ----- | ----- | ----- |
| Број домаћинстава | 117   | 125   | 131   | 131   | 139   | 142   | 171   |

| Број чланова      | 1  | 2  | 3  | 4  | 5  | 6 | 7 | 8 | 9 | 10 и више | Просек |
| ----------------- | -- | -- | -- | -- | -- | - | - | - | - | --------- | ------ |
| Број домаћинстава | 25 | 39 | 31 | 43 | 20 | 9 | 2 | 1 | 0 | 1         | 3,25   |

| Пол    | Укупно | Неожењен/Неудата | Ожењен/Удата | Удовац/Удовица | Разведен/Разведена | Непознато |
| ------ | ------ | ---------------- | ------------ | -------------- | ------------------ | --------- |
| Мушки  | 244    | 62               | 159          | 18             | 5                  | 0         |
| Женски | 232    | 37               | 160          | 32             | 3                  | 0         |
| УКУПНО | 476    | 99               | 319          | 50             | 8                  | 0         |

| Пол    | Укупно                    | Пољопривреда, лов и шумарство | Рибарство                            | Вађење руде и камена | Прерађивачка индустрија       |
| ------ | ------------------------- | ----------------------------- | ------------------------------------ | -------------------- | ----------------------------- |
| Мушки  | 130                       | 18                            | 0                                    | 0                    | 52                            |
| Женски | 60                        | 13                            | 0                                    | 0                    | 21                            |
| УКУПНО | 190                       | 31                            | 0                                    | 0                    | 73                            |
| Пол    | Производња и снабдевање   | Грађевинарство                | Трговина                             | Хотели и ресторани   | Саобраћај, складиштење и везе |
| Мушки  | 5                         | 8                             | 12                                   | 1                    | 8                             |
| Женски | 1                         | 0                             | 8                                    | 3                    | 1                             |
| УКУПНО | 6                         | 8                             | 20                                   | 4                    | 9                             |
| Пол    | Финансијско посредовање   | Некретнине                    | Државна управа и одбрана             | Образовање           | Здравствени и социјални рад   |
| Мушки  | 0                         | 2                             | 11                                   | 2                    | 2                             |
| Женски | 0                         | 0                             | 2                                    | 3                    | 6                             |
| УКУПНО | 0                         | 2                             | 13                                   | 5                    | 8                             |
| Пол    | Остале услужне активности | Приватна домаћинства          | Екстериторијалне организације и тела | Непознато            | Непознато                     |
| Мушки  | 7                         | 0                             | 0                                    | 2                    | 2                             |
| Женски | 0                         | 0                             | 0                                    | 2                    | 2                             |
| УКУПНО | 7                         | 0                             | 0                                    | 4                    | 4                             |